# Đá Hợp Kim
Đá Hợp Kim là một rạn san hô thuộc cụm Bình Nguyên, quần đảo Trường Sa. Đá này nằm cách đảo Bình Nguyên 15,9 hải lý (29,4 km) về phía đông, cách đá Ba Cờ và đá Khúc Giác lần lượt là 6,7 và 10,3 hải lý (12,4 và 19 km) về phía bắc tây bắc.
Đá Hợp Kim là đối tượng tranh chấp giữa Việt Nam, Đài Loan, Philippines và Trung Quốc. Hiện chưa rõ nước nào kiểm soát đá này.
- Tên gọi: đá Hợp Kim; tiếng Anh: Hopkins Reef; tiếng Trung: 火星礁; bính âm: Huǒxīng jiāo; Hán-Việt: Hỏa Tinh tiêu.
- Đặc điểm: đá Hợp Kim khá cạn và thỉnh thoảng ngập sóng; vùng giữa của rạn đá chỉ sâu 0,9 m.[3]